# 德爾塔城 (密西西比州)
德爾塔城（英語：Delta City）是位於美國密西西比州夏基縣的普查規定居民點。

## 人口
根據2020年美國人口普查的數據，德爾塔城的面積為6.18平方千米，皆為陸地。當地共有人口70人，而人口密度為每平方千米11.33人。